# Рошняте
Рошняте (укр. Рошняте) — село в Дубовской сельской общине Калушского района Ивано-Франковской области Украины.
Население по переписи 2001 года составляло 276 человек. Занимает площадь 3,603 км². Почтовый индекс — 77662. Телефонный код — 03474.